# Ворог мій (фільм)
«Ворог мій» (англ. Enemy Mine) — американський військово-фантастичний фільм режисера Вольфганга Петерсена, заснований на однойменному оповіданні Баррі Б. Лонгайєра. Головні ролі виконали Денніс Квейд і Луї Госсетт-молодший. Зйомки фільму почалися в Будапешті у квітні 1984 р. під орудою Річарда Лонкрейна, продюсер — Стівен Дж. Фрідман, виконавчий продюсер — 20th Century Fox, проте проєкт був закритий після тижня зйомок. Вольфганг Петерсен обійняв пізніше пост режисера, сцени були перефільмовані Лонкрейном після переміщення зйомок до Мюнхена. Стартуючи з $17 млн, Ворог мій у результаті бюджет зріс до більш ніж $ 40 млн після витрат на маркетинг. Фільм провалився у прокаті, заробивши $12,3 млн.

## Сюжет
Наприкінці XXI століття людство, намагаючись опанувати багатою на ресурси зоряною системою, зіткнулося з цивілізацією рептилоподібних гуманоїдів драків. У ході бойового вильоту земний пілот Віліс Девідж атакує винищувач драка, проте розбивається о ворожу машину і здійснює аварійну посадку на безлюдній екзопланеті Файрін 4. Другий пілот гине, а винищувач вибухає. Девідж знаходить рятувальну капсулу збитого ним пілота драків, але спроба розправитися з інопланетянином не вдається, землянин стає полоненим драка Джеріби Шигана (Джері).
Екзопланета сповнена небезпек, на ній періодично йдуть метеоритні дощі, на необережного подорожанина чатують у пастках велетенські «мурашині леви». Аби вижити в скруті, колишнім ворогам доводиться подолати неприязнь один до одного та навіть потоваришувати. Джері примушує Девіджа будувати будинок, але той розвалюється. Потім обоє починають співпрацювати, вчать мову один одного. Девідж виявляє, що панцирі місцевих істот достатньо міцні, щоб захистити від метеоритів. Маючи спільний прихисток, Девідж вчить книгу Талман, яку носить на шиї драк. Людина дізнається, що драки були дослідниками, а не загарбниками.
Девіджу багато разів сниться, що на екзопланету спускається космічний корабель; землянин вирушає на пошуки, знаходить ознаки людського перебування, але усвідомлює, що це покидьки «Стерв'ятники», які грабують планети, видобуваючи корисні копалини, і використовують драків як рабів. Повернувшись, Девідж дізнається, що Джері вагітний. Драк називає майбутню дитину іменем Замміс і змушує Девиджа пообіцяти відвезти Замміса на планету драків, аби там перед Святим Судом перерахувати предків Замміса (це ритуал прийняття до суспільства драків).
Мурашиний лев підкопується під прихистку героїв, поки ті сплять, — і нападає на Джері. Співмешанцям доводиться перебратися до печери. Джері вмирає, Девідж приймає посмертні пологи, а відтак один ростить названого сина Замміса впродовж трьох років.
На екзопланету знову приземляються Стерв'ятники" й захоплюють Замміса. Захищаючи його, Девідж зазнає поранення і його потім забирають на космічну станцію, де базувалися людські винищувачі. Оговтавшись, Девідж самовільно захоплює винищувач і летить на Файрін 4. Він пробирається на корабель «Стерв'ятників», звільняє Замміса, відвозить його на материнську планету драків і виконує обіцянку, дану Джері. Замміс називає свою дитину ім'ям Віліса Девіджа.

## Ролі
- Денніс Квейд — Віліс «Вілл» Девідж
- Луї Госсетт-молодший — Джеріба Шиган
- Брайон Джеймс — Стаббс
- Річард Маркус — Арнольд
- Керолін Маккормік — Морс
- Бампер Робінсон — Замміс

## Виробництво

### Сценарій
Сюжет відбувається у 2092—2095 роках. Коли Девідж був врятований з Фірина IV і доставлений додому, його записи свідчать про те, що він був оголошений зниклим безвісти і вважався мертвим з 11 липня 2092 року, а знайшли головного героя 6 вересня 2095 року.
За словами Луї Госсета-молодшого, мова драків була створена з нуля. Значна частина була російською, просто вимовлялася у зворотному порядку.

### Зйомки
Початковий бюджет фільму становив лише 17 мільйонів доларів на стадії виробництва. На посаді режисера тоді знаходився Річард Лонкрайн, а знімали фантастичний бойовик в Ісландії. Коли Лонкрайна звільнили з проекту, і Вольфганг Петерсен став режисером, остаточний бюджет фільму, включаючи зняті кадри Лонкрайна, досяг відмітки в 40 мільйонів доларів.
Чотири години знадобилося, щоб нанести макіяж Луї Госсету-молодшому для перетворення на чужопланетянина Джерібу.
Ставок, де Девідж і Шиган вперше зустрічаються, — це той самий штучний ставок, створений на замовлення для підводних сцен у х/ф «Підводний човен» (1981). Режисером останнього також став Вольфганг Петерсен. Ставок можна побачити у сценах фентезійного фільму Петерсена «Нескінченна історія».
Террі Гілліаму запропонували можливість режисувати фільм, але він відмовився, вважаючи за краще розробити власний проєкт «Бразилія» (1985).

## Музика
1. Fyrine IV (5:03)
2. The Relationship (3:55)
3. The Small Drac (2:45)
4. The Crater (2:15)
5. The Birth of Zammis (6:14)
6. Spring (1:27)
7. The Scavengers (4:48)
8. Davidge's Lineage (3:33)
9. Football Game (:44)
10. Before the Drac Holy Council (9:54)